# واتسون لیک، یوکان
واتسون لیک، یوکان (به انگلیسی: Watson Lake, Yukon) یک منطقهٔ مسکونی در کانادا است که در یوکان واقع شده‌است. واتسون لیک ۶٫۱۱ کیلومتر مربع مساحت و ۷۹۰ نفر جمعیت دارد.